# Idole japonaise
Pour les articles homonymes, voir Idol (homonymie).
Une idole japonaise, ou idol (アイドル, aidoru) du terme anglais utilisé au Japon, est une sorte d'idole des jeunes avec des spécificités notables, le terme se rapportant à une activité professionnelle artistique et non au terme d'« idole » connu en Occident.
Les idols sont de jeunes artistes souvent très médiatisés, à l'image gaie et innocente, à la fois chanteurs, acteurs, animateurs, modèles, sous contrat pour une durée limitée à quelques mois ou années. Elles sont produites en nombre au Japon depuis les années 1960 par une importante industrie du divertissement, la plupart d'entre elles n'accédant pas à une célébrité durable ou à la richesse. Le concept s'est répandu plus récemment dans d'autres pays d'Asie (Hong Kong, Taïwan, Corée du Sud, etc.), et même en Amérique latine (Mexique, etc.).

## Définition courante

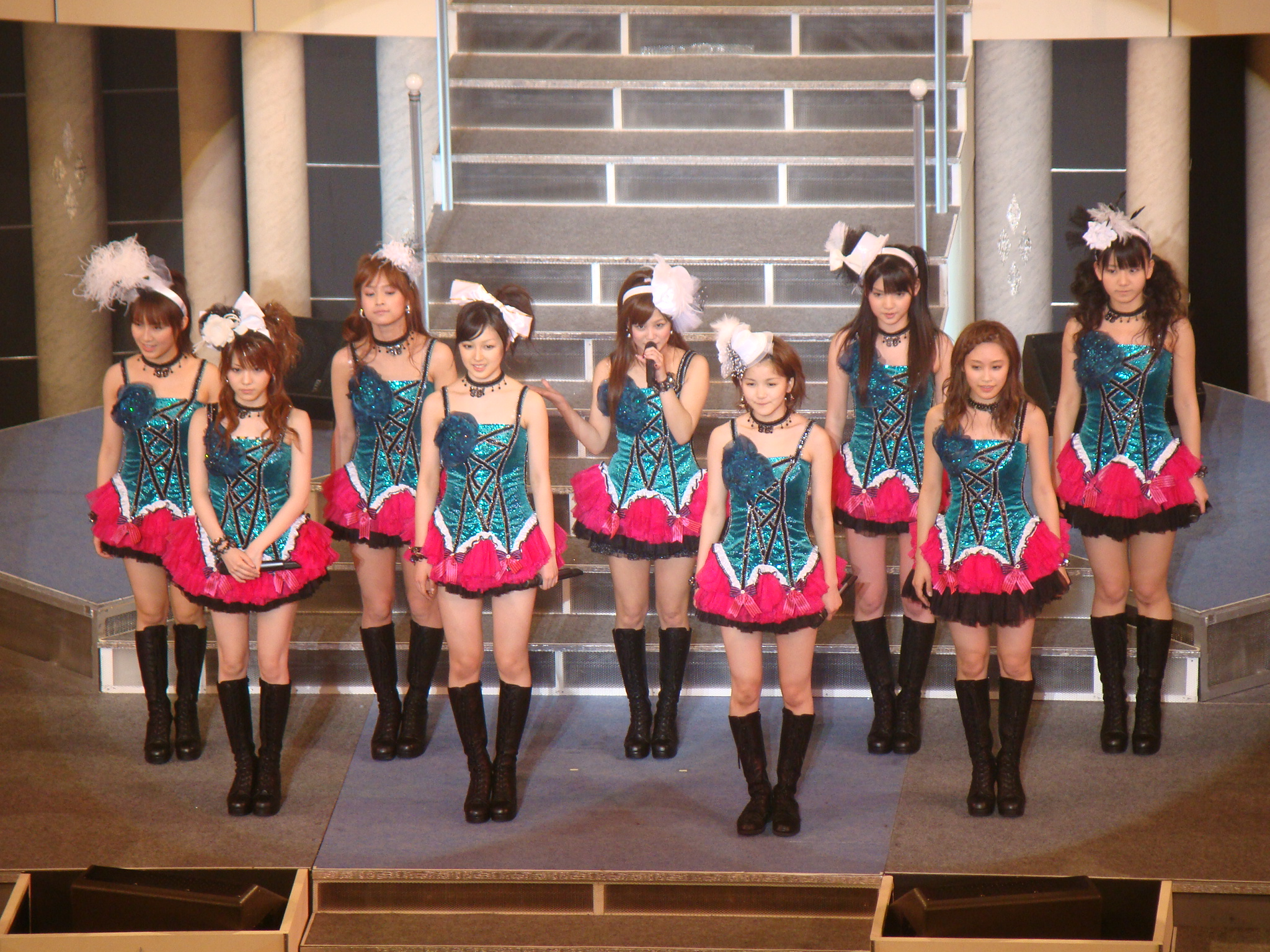
Le groupe Morning Musume pendant sa tournée Platinum 9 Tour en 2009.

Au Japon, le terme idol désigne principalement de jeunes artistes des deux sexes, sélectionnés adolescents pour leur physique lors d'auditions organisées par des maisons de production et des agences d'artistes. Celles-ci les forment ensuite au chant, à la danse, à la comédie, pour promouvoir leur image parfaite (poids, hygiène, style, parfois résultats scolaires) dans les médias et l'exploiter dans de nombreux produits et supports à destination d'un public adolescent ou adulescent : disques en solo ou en groupes (girl group ou boys band), photobooks (livres de photos), objets à collectionner et produits dérivés divers.
Les groupes d'idols sont composés d'un savant amalgame de personnalités différentes, couplés à des fanclubs pour fidéliser les fans. Selon l'importance de leur agence, on peut aussi leur faire animer des émissions de radio ou de télévision, prenant alors le rôle de tarento, et tourner dans des publicités, films, séries télévisées, pièces de théâtre, comédies musicales, etc. Cependant, la majorité de leurs gains reviennent en fait à leurs producteurs et agences, qui leur reversent généralement un simple salaire, plus ou moins élevé selon leur notoriété.

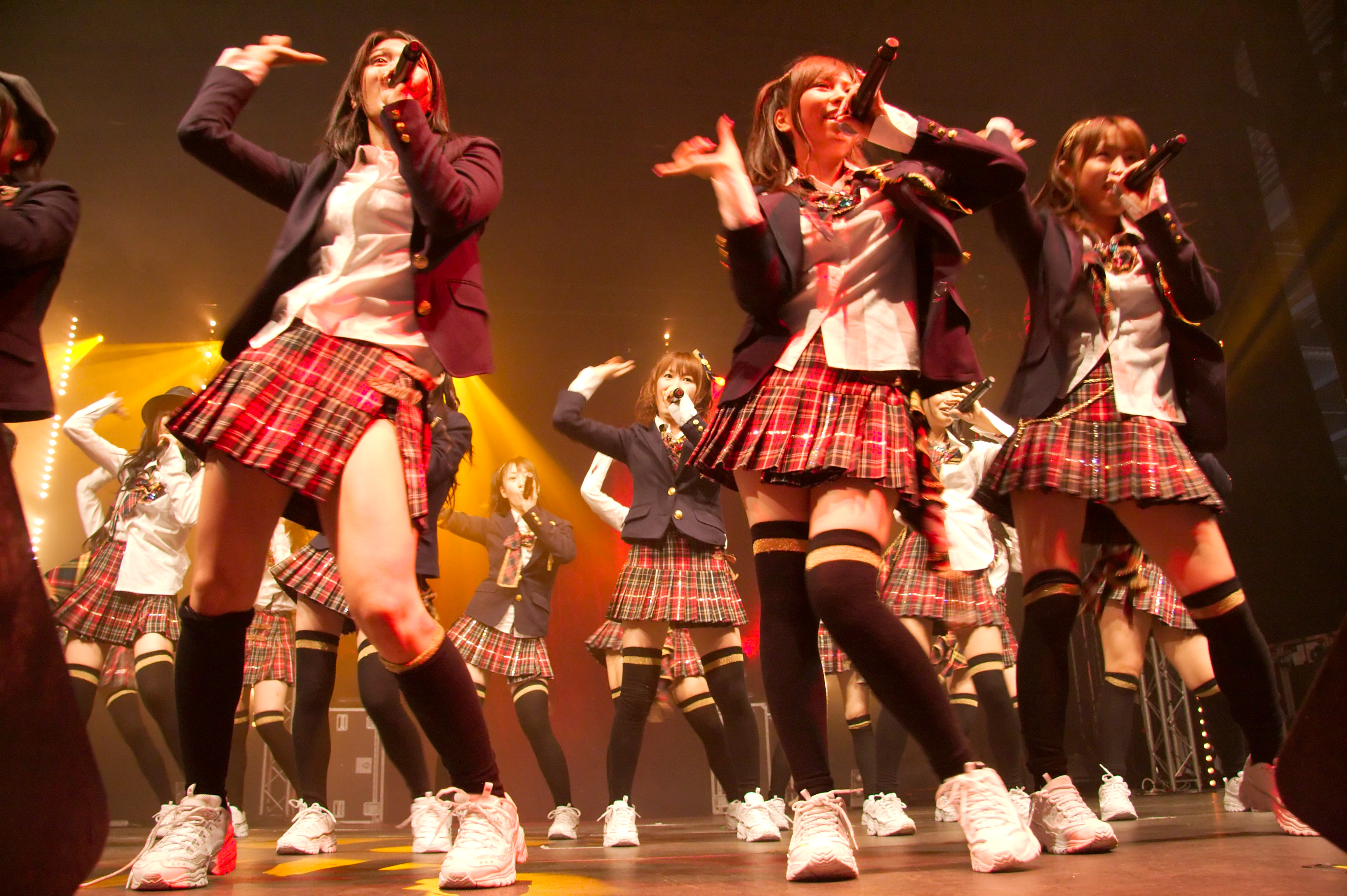
Le groupe AKB48 en concert lors de Japan Expo à Paris en 2009.

Le propre des idols étant d'être des adolescents à l'image gaie, sympathique et innocente, leurs carrières sont brèves et s'arrêtent souvent à leur majorité, voire avant à la suite d'un manque de succès ou même à cause de scandales relatifs (liaisons sentimentales, dérapages, délits mêmes mineurs) dont sont friands les tabloïds et qui ternissent leur image auprès de fans dévoués mais exigeants, comme ceux qui coûtèrent sa carrière d’idol à la pourtant populaire Ai Kago. Elles sont alors délaissées par leurs producteurs qui ne renouvellent pas leurs contrats, et retournent souvent à l'anonymat.
Quelques-unes arrivent cependant à poursuivre une carrière dans le divertissement à l'âge adulte, en se spécialisant généralement dans un domaine artistique précis. Celles qui ont connu un certain succès se reconvertissent souvent en talento, célébrités des médias. Certaines deviennent de véritables idoles au sens occidental, le succès prolongeant leur carrière, comme Namie Amuro dans la chanson, Ryoko Shinohara en tant qu'actrice, ou le boys band SMAP, actif avec succès plus de vingt ans après ses débuts (il ne s'est dissout qu'en août 2016).

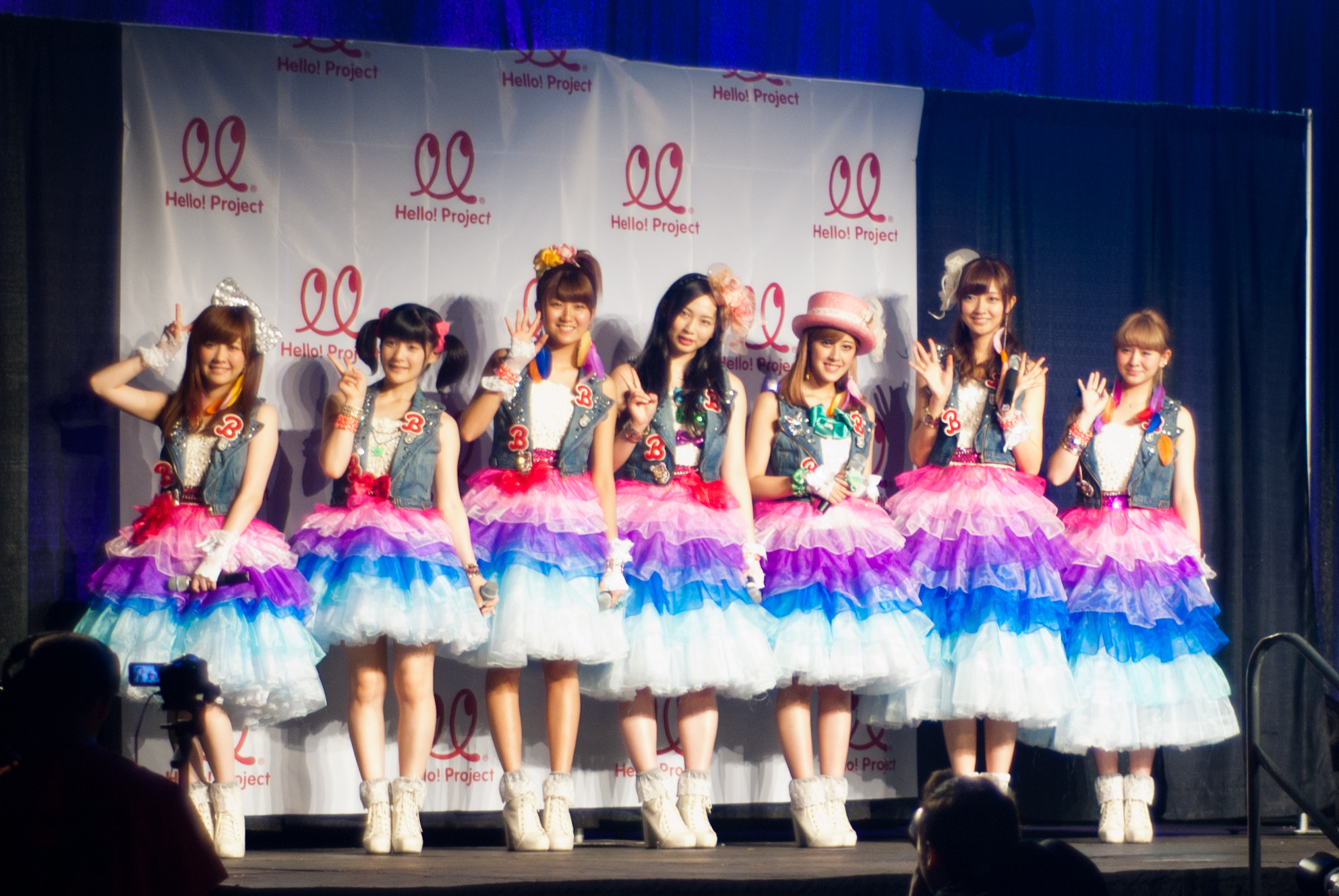
Le groupe Berryz Kōbō aux États-Unis au festival AnimeNEXT 2012 en juin 2012.

Bien que mixte, le terme idol est plus souvent associé aux artistes féminins, les artistes masculins étant plutôt désignés par l'appellation Johnnys, du fait du quasi-monopole de l'agence Johnny & Associates sur la production des idols masculins. La notion d’idol a évolué et s'est diversifiée au fil des ans, et en arrive parfois à désigner improprement par extension tout jeune artiste ou célébrité, quel que soit son statut ou activité réels. Les seiyū les plus jeunes sont ainsi souvent assimilés à des idols et leur image exploitée de la même manière, d'autant que de plus en plus d'idols font également du doublage d'anime dans le cadre de leurs activités, par exemple Koharu Kusumi des Morning Musume. Le terme est désormais également utilisé pour désigner de jeunes modèles et mannequins photographiques, les Junior idols et Gravure idols, et même, dans un domaine loin de l'image innocente initiale, les jeunes actrices pornographiques AV Idols comme le groupe Ebisu Muscats. Certaines idoles cultivent une image d'idoles considérée comme non conventionnelle comme le cas de BiS, un groupe féminin composé d'idoles japonaises formé en novembre 2010 et dissous en juillet 2014 : les membres de BiS allaient même très loin comme le fait de poser nues pour un magazine et certains concerts pouvaient être assez spéciaux également dans le "style trash".

## Histoire

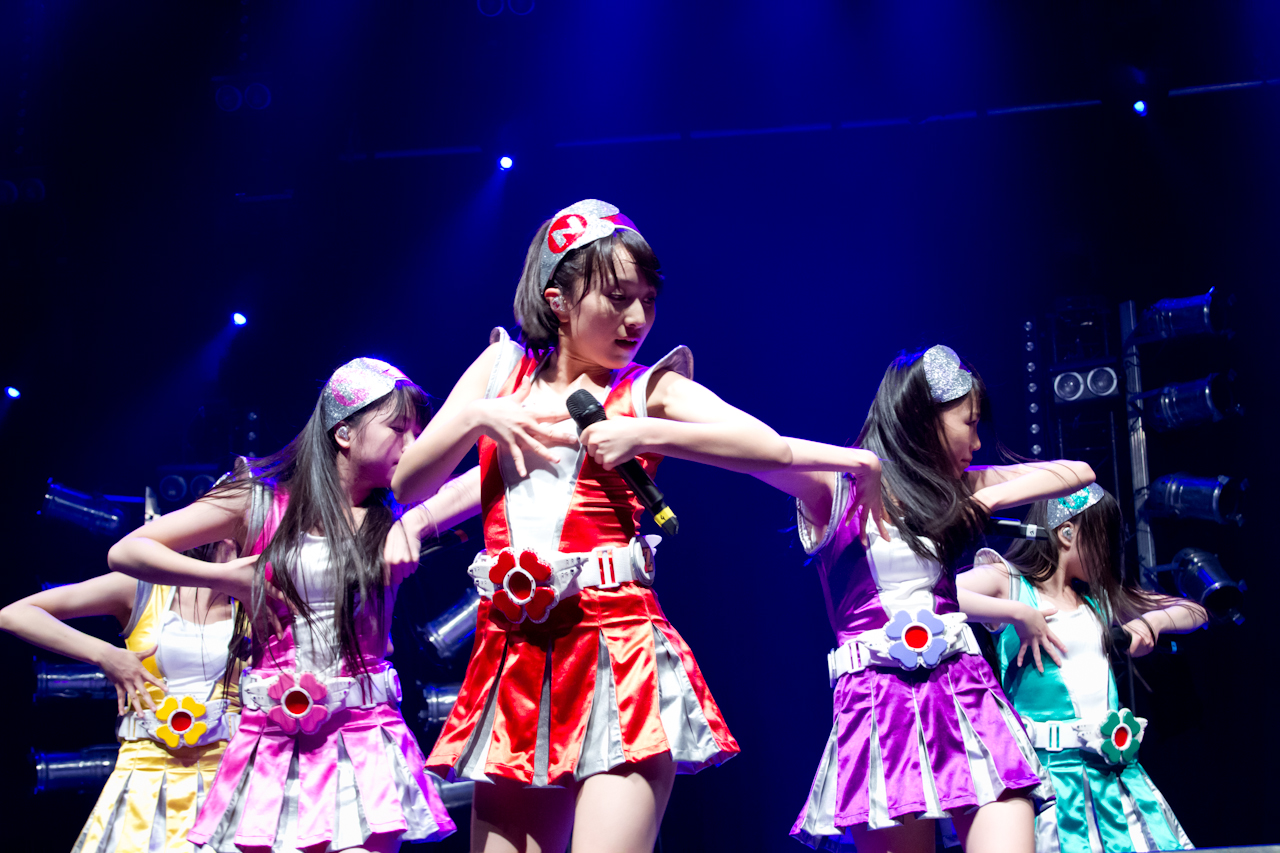
Momoiro Clover Z à Japan Expo 2012 à Paris.

Les termes et concepts d’idol dériveraient du succès au Japon des jeunes idoles yéyé françaises des années 1960, notamment de Sylvie Vartan, révélée là-bas par le film Cherchez l'idole de 1964, gros succès au Japon sous le titre Idol o sagase qui aurait lancé le phénomène : des producteurs japonais s'en seraient inspiré pour lancer leur propres chanteuses adolescentes, aux chansons légères et occidentalisées, apparaissant aussi dans des films. Le Japon était cependant déjà familiarisé avec le concept des chanteuses/actrices adolescentes à succès, avec Hibari Misora dès les années 1940 ou The Peanuts dans les années 1950.
Les premiers groupes d'idols apparaissent dans les années 1970 : ce sont alors essentiellement des chanteurs pop masculins, dont les fans sont des collégiennes ou lycéennes. Dans la foulée du succès des Candies qui donne naissance au wotagei de fans, l'appellation gagne les groupes féminins. Le phénomène idol connait un « âge d'or » dans les années 1980, avec notamment le succès de Seiko Matsuda, et d'Onyanko Club sous l'égide du producteur Yasushi Akimoto qui lance le concept du groupe géant avec sous-groupes, membres lancées en solo, émissions télé dédiée, concept qui sera souvent repris par la suite. Le succès de certaines idols de l'époque comme Noriko Sakai et Shizuka Kudo s'étend même à d'autres pays d'Asie.

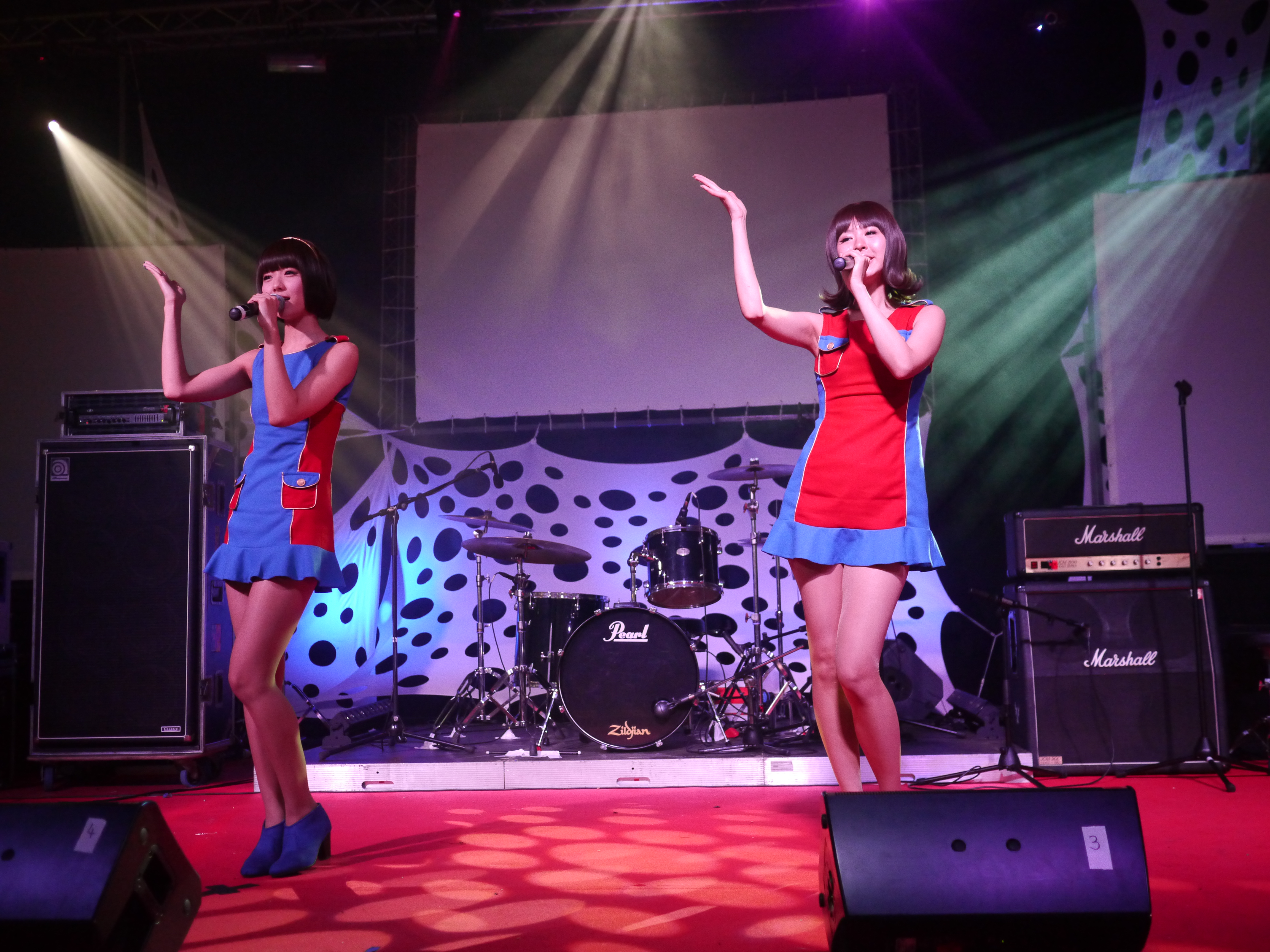
Le duo Vanilla Beans en concert au Toulouse Game Show en France, en décembre 2012.

Dans les années 1990, l'agence d'artistes exclusivement masculins Johnny's lance plusieurs boys bands. L'appellation idole pour les garçons se restreint depuis lors à ces groupes affiliés à Johnny's, spécialisés dans la danse.
Du côté des femmes, la mode des idoles gaies et innocentes s'éteint au milieu des années 1990, sous l'influence de la mode des gyaru, jeunes femmes mûres et indépendantes à l'image plus sexy ; les jeunes artistes de l'époque (Namie Amuro, MAX, Ayumi Hamasaki, et même SPEED) rejettent alors l'appellation idol et les styles vestimentaires et musicaux afférents, se définissant comme de « vraies » artistes post-idol sachant chanter et danser, contrairement à l'image plus amateur véhiculée par les idols « classiques ». Celles-ci sont alors reléguées au marché de niche de l'anime, interprétant les chansons des génériques et doublant les personnages[réf. souhaitée].
Les idoles reviennent cependant sur le devant de la scène médiatique à la fin des années 1990, à la faveur du succès des Morning Musume du producteur Tsunku ; celui-ci s'inspire alors du modèle d'Onyanko Club pour lancer le Hello! Project qui marque la scène idol des années 2000, popularisant l'appellation wota pour désigner les fans d'idols y compris hors des frontières du Japon. Son inspirateur Yasushi Akimoto reprend le flambeau à la fin de la décennie avec ses propres productions, AKB48 et ses groupes dérivés.
La constitution d'AKB48, comprenant une cinquantaine de membres, leur permet alors de donner des concerts dans une salle permanente de façon régulière dans le quartier d'Akihabara à Tokyo, et d'organiser des sessions au cours desquelles les fans peuvent leur serrer la main. À la suite de leur succès, des salles d'une capacité de 100 ou 200 personnes se multiplient, permettant l'émergence des chika idol, littéralement « idole souterraine » : des jeunes filles à qui on demande de chanter et danser, d'être prises en photo, de parler avec des hommes et de leur serrer la main, en étant peu ou pas payées tant que le succès n'est pas au rendez-vous.

## Ambiguïtés
Trois stars de la chanson sont souvent qualifiées à tort en Occident d'« idols célèbres », en dehors de la confusion des termes idol et idole :
- Hikaru Utada n'a jamais été produite comme idol, uniquement comme chanteuse ; la confusion venant de ce qu'elle a débuté avec succès encore adolescente, comme les idols. Elle n'a donc jamais été une « idol célèbre ».
- Ayumi Hamasaki a quant à elle été produite comme idol au milieu des années 1990, mais sans succès. Elle fut relancée comme chanteuse quelques années après, rencontrant alors la gloire. Elle a donc bien été une idol, mais pas une « idol célèbre. »
- Namie Amuro fut elle aussi produite comme idol au début des années 1990, mais sans succès jusqu'à deux singles sortis en 1995 qui la révèlent au public. Elle est alors signée comme chanteuse par un nouveau producteur, et connait la gloire depuis. Elle a donc bien été une idol, mais pas vraiment une « idol célèbre », hormis peut-être pendant quelques mois avant un changement de statut.

## Critiques
Les idols font l'objet de nombreuses critiques : des heures de travail intenses et strictes,,, une interdiction d'avoir une relation amoureuse et surtout une sexualisation notamment des mineures junior idol, ou de certaines idols devenant des gravure idol (mannequin de charme).
La proximité entre les fans et les idols n'est pas sans polémique et peut entrainer des drames mortels,,.

### Documentaire
- Tokyo Girls. Les pop girls du Japon (2017) de Kyoko Miyake